# 은혼 (영화)

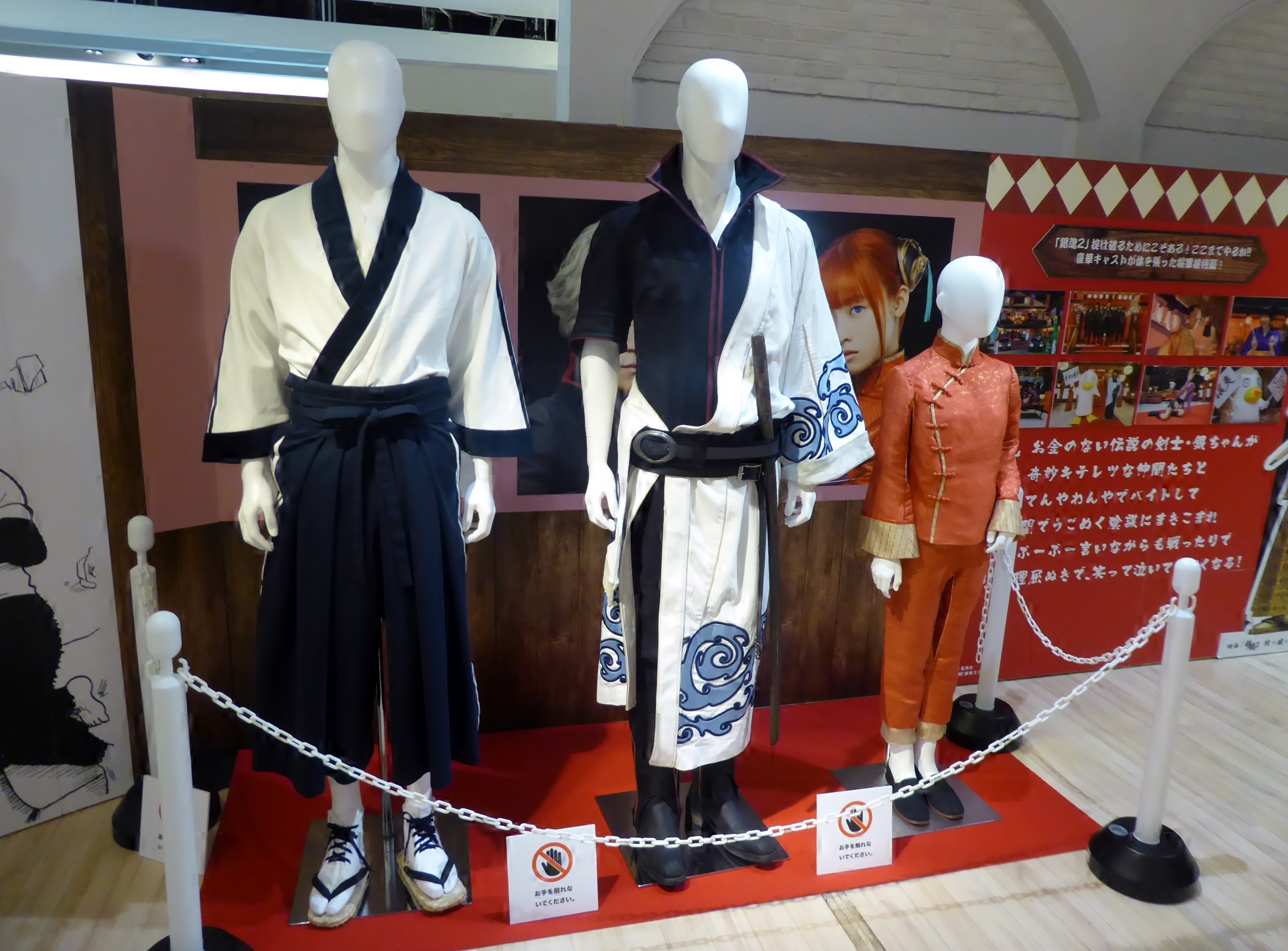
촬영에서 착용한 의상

은혼(일본어: 銀魂)과 은혼 2: 규칙은 깨라고 있는 것(일본어: 銀魂2 掟は破るためにこそある)은 2017년과 2018년에 공개된 소라치 히데아키의 동명 소년 만화를 원작으로 한 실사 영화이다. 에도시대 말기를 배경으로 주인공인 사카다 긴토키와 그 주변에서 벌어지는 여러 가지 사건을 SF와 사극을 믹스한 코믹한 드라마로 감독과 각본은 후쿠다 유이치가 맡았다. 또한 본작에서는 영화 개봉에 맞춰 제작 된 오리지널 드라마에 대해서도 기재한다.

## 제1장 은혼
2017년 7월 14일에 실사 영화 《은혼》(일본어: 銀魂 긴타마[*])이 공개되었다. 스토리는 카부토 사냥 편(제83화 ~ 84화, 제10권)과 홍앵 편 (제89화 ~ 97화, 제11 ~ 12권)이 기반이 되고 있다..
대한민국에서는 2017년 7월 21일 부천국제판타스틱영화제 폐막작으로 첫 공개되었으며, 12월 7일 극장 개봉하였다.

### 출연
- 사카타 긴토키 - 오구리 슌 / 다나카 유타 (소년 시절)
- 시무라 신파치 - 스다 마사키
- 카구라 - 하시모토 칸나
- 콘도 이사오 - 나카무라 칸자부로
- 히지카타 토시로 - 야기라 유야
- 오키타 소고 - 요시자와 료
- 하라다 우노스케 - 이치노세 와타루
- 시무라 타에 - 나가사와 마사미
- 카츠라 코타로 - 오카다 마사키 / 하기와라 타케시 (소년 시절)
- 히라가 겐가이 - 무로 츠요시
- 타카스기 신스케 - 도모토 츠요시 / 오니시 츠나미 (소년 시절)
- 타케치 헨페이타 - 사토 지로
- 키지마 마타코 - 나나오
- 오카다 니조 - 아라이 히로후미
- 무라타 테츠코 - 하야미 아카리
- 무라타 테츠야 - 야스다 켄
- 게츠노 크리스텔 - 후루하타 세이카
- 엘리자베스 - 야마다 타카유키
- 사다하루 (목소리) - 타카하시 미카코
- 요시다 마츠요 (목소리) - 야마데라 히로이치
- 아만토 (목소리) - 탄자와 아키유키, 야마모토 이타루, 후지요시 코지, 이와자와 슌키
- 다방 점주 - 야베 쿄스케
- 오카 히로시 - 하라 킨타로
- 블랙 잭 - 록카쿠 세이지
- 나우시카 - 나가타 유코
- 그 외 - 하세가와 아사히로, 시가 코타로, 나카무라 유지, 사카이 켄타, 이마이 타카후미, 시미즈 쿠루미, 아사야마 치히코, 아카사카 타카코, 히로세 나츠미, 이시세키 유리, 모에노 아즈키, 가사하라 류지, 나카무라 고지, 쿠사노 하야토, 고이즈미 타이가, 히로사와 신, 사이토 고스케, 사토 마사카즈, 야마모토 야스히로, 오타 쿄스케, 카네코 신야, 가마쿠라 타로, 노무라 케이스케, 호사카 사토시 등

### 스태프
- 원작 - 소라치 히데아키 〈은혼〉 (슈에이샤 주간 소년 점프 연재)
- 각본·감독 - 후쿠다 유이치
- 음악 - 세가 에이지
- 제작 - 다카하시 마사요시, 키노시타 노부오코시, 오오타 테츠오, 미야카와 야스오, 요시자키 케이이치, 이와카미 아츠히로, 토게 요시타카, 아오이 히로시, 아라나미 오사무, 와타나베 마유미, 혼다 신이치로
- 총괄 프로듀서 - 코이와이 히로요시
- 프로듀서 - 마츠하시 신조, 히에다 진
- 촬영 - 쿠도 테츠야, 스즈키 야스유키
- 편집 - 쿠리야가마 순
- 조명 - 후지타 타카미치
- 녹음 - 아시하라 쿠니오
- 미술 - 이케타니 센카츠 ※ 유작
- 조감독 - 이데가미 타쿠야
- 제작 스튜디오 - 플러스디
- 배급 - 워너 브라더스 영화

### 음악
- 주제가 : UVERworld - 〈DECIDED〉 (Sony Music Records)[2]
- 삽입곡 : 오구리 슌 - 〈颯爽たるシャア〉

## 제2장 은혼 2: 규칙은 깨라고 있는 것
2018년 8월 17일에 《은혼 2: 규칙은 깨라고 있는 것》(일본어: 銀魂2 掟は破るためにこそある 긴타마 오기테하 야부루 다메니 고소아루[*])라는 제목으로 제2탄이 공개되었다. 스토리는 장군 접대 편 (127화 ~ 128화, 제15권)과 장군 이발 편 (231화 ~ 232화, 제27권) 진정한 선거 세트 동란 편 (158화 ~ 168화 제20권)를 기반으로 하고 있다. 본 만화 작품 실사 영화화 두 번째 작품이다

### 출연
- 사카타 긴토키 - 오구리 슌 / 다나카 유타 (소년 시절)
- 시무라 신파치 - 스다 마사키
- 카구라 - 하시모토 칸나
- 히지카타 - 야기라 유야
- 이토 카모타로 - 미우라 하루마 / 나카가와 노조미 (소년 시절)
- 카와카미 반사이 - 쿠보타 마사타카
- 오키타 소고 - 요시자와 료
- 토쿠가와 시게시게 - 카츠지 료
- 야마자키 사가루 - 토즈카 준키
- 사루토비 아야메 - 나츠나
- 시무라 타에 - 나가사와 마사미
- 카츠라 코타로 - 오카다 마사키 / 하기와라 타카시 (소년 시절)
- 겐가이 - 무로 츠요시
- 오토세 - 키무라 미도리코
- 헨페이타 - 사토 지로
- 콘도 - 나카무라 칸자부로
- 타카스기 신스케 - 도모토 츠요시 / 오니시 츠나미 (소년 시절)
- 마츠다이라 카타쿠리코 - 츠츠미 신이치
- 하라다 우노스케 - 이치노세 와타루
- 시노하라 스스무 - 마사키 레이야
- 블랙 잭 - 록카쿠 세이지
- 오타쿠 서밋의 사회 - 이마 타쿠야
- 카모타로의 어머니 - 모리타 아키
- 그 외 - 미야시타 유키, 러버 걸, 나가하라 세이키, 티아라, 요네자와 요시미츠, 카노 카즈마, 아라키 히데유키, 시라토리 타마키, 이노야마 요시오, 야마모토 야스히로, 오타 쿄스케, 카네코 신야, 카마쿠라 타로, 노무라 케이스케, 호사카 사토시

### 스태프
- 원작 - 소라치 히데아키 〈은혼〉 (슈에이샤 주간 소년 점프 연재)
- 각본·감독 - 후쿠다 유이치
- 음악 - 세가 에이지
- 제작 - 다카하시 마사요시, 키노시타 노부오코시, 오오타 테츠오, 미야카와 야스오, 요시자키 케이이치, 이와카미 아츠히로, 토게 요시타카, 아오이 히로시, 아라나미 오사무, 와타나베 마유미, 혼다 신이치로
- 총괄 프로듀서 - 코이와이 히로요시
- 프로듀서 - 마츠하시 신조, 히에다 진
- 촬영 - 쿠도 테츠야, 스즈키 야스유키
- 편집 - 우스키 에리
- 조명 - 후지타 타카미치
- 녹음 - 아시하라 쿠니오
- 미술 - 타카하시 츠토무
- 조감독 - 이데가미 타쿠야
- 제작 스튜디오 - 플러스디
- 배급 - 워너 브라더스 영화

### 음악
- 주제가 : back number - 〈큰 오답 (大不正解)〉 (유니버설 시그마)
- 삽입곡 : 오구리 슌 - 〈I Love Slow Life〉

## dTV 오리지널 드라마

### 제1탄 〈은혼 -미츠바 편-〉
영화 제1탄 공개에 맞춰 원작의 〈미츠바 편〉을 바탕으로 한 오리지널 드라마 〈은혼 -미츠바 편-〉이 제작 되었다. dTV에서 2017년 7월 15일부터 전달 되었다.  또한 오리지널 드라마라고 해도 원래의 이야기를 쓰는 것이 아니라 원작의 에피소드를 영화와는 별도로 드라마로 한 것이다. 《은혼 2: 규칙은 깨라고 있는 것》 개봉 기념으로 도쿄에서 2018년 8월 26일 지상파 첫 방송 되었다.

### 제2탄 〈은혼 2 - 기묘한 은혼 짱-〉
2018년 8월 18일부터 영화 제2탄 공개에 맞취 〈은혼 2 -기묘한 은혼 짱-〉의 제목으로 오리지날 드라마 제2탄이 전달되었다.  전 3화에서 〈잠들 수 없는 알 편〉, 〈노가다 금연 편〉, 〈몇이 되어도 치과 의사는 싫어 편〉의 3개의 에피소드가 그려졌다.  CS 방송 영화 채널 NECO에서 2019년 12월 7일 TV 첫 방송 되었다.